# Aparat polowy TA-57

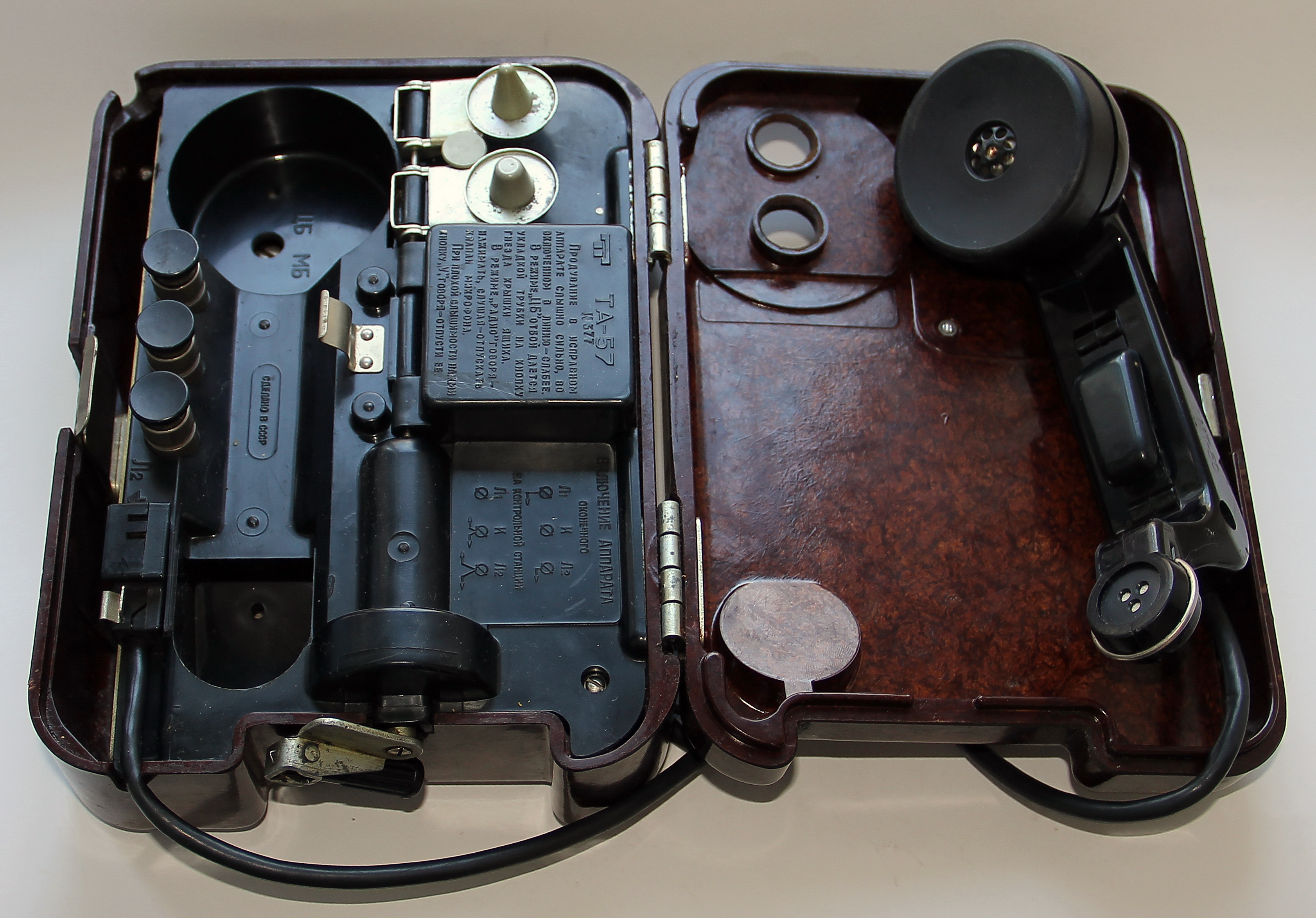
Aparat polowy ТА-57

Aparat polowy TA-57 – telefon polowy stosowany między innymi w ludowym Wojsku Polskim.

## Charakterystyka
Polowy aparat telefoniczny TA-57 jest aparatem MB (miejscowej baterii) z wywołaniem induktorowym. Może też pracować w sieciach łączności systemu CB (centralnej baterii). Konstrukcja aparatu pozwala na zdalne sterowanie odpowiednio przystosowanymi radiostacjami.
Dane techniczne
Aparat zapewnia łączność telefoniczną na następujących odległościach:
- z wykorzystaniem polowych linii kablowych
  - z kablem typu PKL – do 25 km,
  - z kablem PKA – do 40 km,
- z wykorzystaniem linii stałych o przewodach z drutu stalowego
  - o średnicy 3 mm – do 170 km,

Wykorzystując wzmacniacz odbioru można zwiększyć jego zasięg od 30–35%.

Ciężar aparatu bez ogniw wynosi 2,7 kg.
Budowa
W skład kompletu wchodzi:
- skrzynka,
- płyta montażowa
- płyta czołowa
  - trzy zaciski „L15” „L2” i „K”,
  - dźwignia przełącznika wzmacniacza „Y”,
  - dźwignia przełącznika CB,
  - wgłębienie na mikrotelefon
  - schemat podłączenia aparatu do linii
  - wkręt przełącznika rodzaju pracy MB i CB
  - dwa otwory do kontroli położenia dźwigni przełącznika wzmacniacza „Y” i przełącznika CB.
  - miejsce na baterię.
- mikrotelefon wraz ze sznurem[a] i wtyczką.